# Édouard-Auguste Imer
Edouard Auguste Imer (né le 23 décembre 1820 à Avignon et mort le 13 juin 1881 à Haarlem, aux Pays-Bas) est un artiste peintre voyageur français dont la famille est originaire du canton de Neuchâtel en Suisse. Il a peint des paysages d'Europe et d'Afrique du Nord, (Algérie et Égypte). Son travail est en partie d'inspiration orientaliste

## Biographie
Édouard Imer naît à Avignon, fils d'Auguste Julien Imer (1787-1861) neuchâtelois, manufacturier à Avignon, président de la chambre de commerce d'Avignon, président du consistoire protestant, amateur d'art, et de son épouse, née Adèle Jeanrenaud (1790-1869), de La Chaux-de-Fonds, canton de Neuchâtel en Suisse. Édouard Imer se marie le 2 avril 1846 à Marseille avec Sophie Chaponnière (1822-1850), morte d'une maladie de cœur à l'âge de 27 ans, le couple a une fille, Marguerite Imer (1847-1926) qui épouse le 30 mars 1867 à Marseille, Gustave Robert (1844-1925), négociant et industriel à Marseille, dont les parents sont également originaires de La Chaux-de-Fonds.
Édouard Imer est négociant à Avignon conjointement avec son père jusqu'en 1847. Il étudie la peinture en devenant élève d'Émile Loubon, puis en Allemagne et en Angleterre et décide de se consacrer entièrement à la peinture. Il expose au Salon des artistes français, à partir de 1850, essentiellement des paysages et quelques portraits. Jusqu'en 1876, il y figure avec des paysages provençaux, des bords du Rhône, des vues de Marseille, Saint-Raphaël, ou Fréjus. Imer ayant peint de nombreux paysages dans cette dernière commune, celle-ci lui a été consacrée en 1900 une avenue dans le quartier des artistes, dans la station balnéaire de Saint-Aygulf.
Il fait un premier voyage avec son père, en 1849, en Algérie, dont il rapporte « quelques dessins et aquarelles ». En 1853, il effectue un voyage dans le Latium avec Ernest Hébert et Eugène Castelnau.
Il passe l'hiver 1855 en Égypte avec Jean-Léon Gérôme, Léon Belly, Frédéric Auguste Bartholdi, mais ce sont des photographies que le sculpteur rapporte de son voyage, avec Narcisse Berchère.
Il peint aux escales de Venise. Les circonstances de son séjour - ou de ses séjours - à Venise, d'où il rapporta des copies, mais aussi des marines, comme la Vue de la lagune, le Soir du musée de Neufchâtel, sont mal connues, ainsi qu'une série de dessins représentant Venise à la gouache sur papier, dessins perdus mais qui furent très remarqués notamment pour la subtilité des couleurs. Le plus ancien de ses tableaux identifiés à sujet vénitien fut exposé en 1872 à Nantes.
Il expose au Salon des œuvres orientalistes en 1857 et 1858, des toiles qui n'ont pas été retrouvées. Il peint également dans la Creuse, le Berry, la Somme, la Vendée. Le critique de l'époque le qualifie de « Coloriste harmonieux » (W. Bürgen).[réf. nécessaire] Il fut un grand ami de Jules de Vorys qu'il avait commencé à peindre mais ne put terminer, et aussi l'ami de Gustave Ricard et du comte de Pastré.
Il meurt à Haarlem le 13 juin 1881 lors d'une commande. Il est inhumé dans cette commune néerlandaise dans une concession à perpétuité offerte par ses amis de l’Institut de France, à l’initiative d’Antoine Auguste Ernest Hébert, qui a fait virer 500 florins en juin 1883 à la commune de Haarlem afin que celle-ci entretienne sa tombe Ad vitam æternam.
Dans La Peinture française au XIXe siècle, Henry Marcel (administrateur général de la Bibliothèque Nationale) (directeur des Beaux-Arts), écrit « le peintre harmonieux des heures dorées,  Edouard Imer (1820-1881) mit beaucoup de style dans ses vues du Midi ». Dans Épitre rustique de Joseph Autran, le chapitre XII du livre second qui lui est consacré commence par ce poème :
Te voilà donc, ami, loin des vallons de France, 

Chevauchant aux déserts, seul avec l'espérance ; 

Ta palette en sautoir et tes pinceaux en main, 

Te voilà poursuivant, jour et nuit, ton chemin 

Sur cette terre illustre, où chaque pas soulève 

Quelqu'un de ces tableaux dont tout artiste rêve !

## Œuvres
- Vue d'une partie du Pont-Saint-Bénézet (1850)
- Du Rhône. (1855).
- Étang de Soumabre. (1855).
- Le pont de Siut en Haute-Égypte. (1857).
- Colline de Sainte-Marguerite à Marseille. (1859)
- Pont du Gard. (1861).
- En lisière de forêt, de Montespin. (1861).
- Vue de l'ile Saint-Honorat (1863)
- Les îles de Lérins. (1863).
- Golfe Juan. (1865).
- Vue de Saint-Raphaël (1869)
- Loin de la Provence.(?)
- Paysage du Rhône à Avignon.(?)
- Étang de la Fourdines en Berry.(?)
- Ruines de Crozant.(?)
- Chemin de Crozant. (?)
- Port de Saint-Raphaël. (?)
- L'écluse de l'étang de Sault dans le Berry.(?)
- Sykomoren de Gizeh. (?)
- Des remparts d'Aigues-Mortes.(?)
- L'île de Phila. (?)
- Bois de Doum. (?)
- L'écluse (?), Musée des Beaux-Arts de La Rochelle
- Le chêne du Voulliers (Allier)
- L'arrivée des ambassadeurs anglais auprès du roi de Bretagne, copie d'après La Légende de Sainte-Ursule de Carpaccio, Crayon noir, encre de Chine, aquarelle et gouache sur papier Paris, École Nationale Supérieure des Beaux-Arts (?)
- Campagne sous un ciel orageux (?)
- Sultan et son Harem (?)
- Fort en bord de mer (?)
- Venise, la Giudecca (?), musée Hébert, La Tronche